# Henricia cylindrella
Henricia cylindrella är en sjöstjärneart som först beskrevs av Percy Sladen 1883.  Henricia cylindrella ingår i släktet Henricia och familjen krullsjöstjärnor. Inga underarter finns listade i Catalogue of Life.